# Sophie Cruvelli
Répertoire
- Attila (Odabella)
- Ernani (Elvira)
- I due Foscari (Lucrezia)
- Il barbiere di Siviglia (Rosina)
- Lucrezia Borgia (Lucrezia)
- Le nozze di Figaro (la comtesse Almaviva)
- Nabucco (Abigaille)
- Norma (Norma)
- Macbeth (Lady Macbeth)
- Don Pasquale (Norina)
- Luisa Miller (Luisa)
- La sonnambula (Amina)
- Fidelio (Leonore)
- Semiramide (Semiramide)
- Linda di Chamounix (Linda)
- Les Huguenots (Valentine)
- La Vestale (Julia)
- La Juive (Rachel)
- Otello (Rossini) (Desdemona)
- Don Giovanni (Donna Anna)
- Robert le diable (Alice)
- Les Vêpres siciliennes (Hélène) (créatrice du rôle)

Sophie Johanne Charlotte Crüwell, vicomtesse Vigier, de son nom de scène Sophie Cruvelli, est une cantatrice allemande née le 12 mars 1826 à Bielefeld et morte le 6 novembre 1907 à Monte-Carlo. Soprano dramatique admirée pour sa puissance vocale comme pour son art de tragédienne, elle eut une brève mais éclatante carrière en particulier à Londres et Paris au milieu du XIXe siècle. Giuseppe Verdi et Giacomo Meyerbeer ont créé des rôles à son intention.

## Biographie
Sophie Johanne Charlotte Crüwell naît à Bielefeld, alors en Prusse, le 12 mars 1826 dans une famille protestante aisée. Elle montre très tôt des dispositions pour la musique et est encouragée par sa famille, tout comme sa sœur Friedericke Marie et son frère (qui seront plus tard respectivement mezzo-soprano et baryton) à suivre un enseignement. 

### Formation et débuts
En 1844, leur mère amène les deux filles poursuivre leurs études à Paris, d'abord avec Francesco Piermarini (ru), puis avec le ténor Marco Bordogni vers lequel elle est orientée sur les conseils de Giacomo Meyerbeer. Bordogni, qui a une haute opinion de Sophie, ne lui permet de chanter, pendant deux années entières que les gammes et les pages de solfège qu'il compose pour elle. Après tout ce temps, sa mère considéra qu'elle avait étudié suffisamment de gammes et que si elle ne devait rien faire de plus elle aurait meilleur compte à se marier. Bordogni la persuada que sa fille aurait une belle carrière et qu'elle devrait compléter ses études à Milan. À Milan, elle passe une audition devant l'impresario Bartolomeo Merelli mais est tellement impressionnée qu'elle ne peut produire le moindre son et se résout à rentrer à Bielefeld. Francesco Lamperti prend alors la situation en main et, sous sa direction, Sophie retrouve et sa voix et ses moyens. 
Elle fait ses débuts à La Fenice de Venise dans le rôle d'Odabella de l' Attila de Giuseppe Verdi. Elle apparaît dans ce même rôle à Udine le 24 juillet 1847 puis dans celui de Lucrezia d'I due Foscari. Plus tard dans la même année elle chante Odabella à Rovigo. C'est là que Benjamin Lumley l'entend. « Frappé par la voix splendide, l'impulsif tempérament dramatique, l'esprit et la personnalité captivante », il la recrute pour la saison 1848 du Her Majesty's Theatre de Londres dont il est l'impresario. Sa famille tente d'objecter qu'elle est trop jeune pour affronter le public anglais mais Lumley est conforté dans son idée par le ténor Giovanni Battista Rubini : « Je vous le dis franchement et avec toute ma conviction : vous êtes en train de faire une excellente acquisition. Une très belle voix — donnez lui seulement de bons modèles et un bon maître ». Sophie elle-même est ravie de la proposition. Durant l'hiver 1847 elle fait plusieurs apparitions à La Fenice.

### Londres, Berlin, Trieste, Milan et Gênes
Le 19 février 1848, Cruvelli fait ses débuts pour Lumley au Her Majesty's de Londres dans le rôle d'Elvira d' Ernani de Verdi avec trois autres débutants, Cuzzani (Ernani), Giovanni Beletti (Silva) et Italo Gardoni (Carlo). Elle surmonte rapidement une soudaine et terrible appréhension face à la foule et remporte un succès décisif. Elle apparaît ensuite dans Il barbiere di Siviglia (Rosine) avec Gardoni, Belletti (Figaro) et Federico Lablache (en) (Bartolo) suivi, le 14 mars, par la première anglaise d'Attila (dans lequel elle s'est déjà distinguée en Italie) avec Belletti, Gardoni et Cuzzani. Or, si, pour le public italien, Attila est le chef-d'œuvre de Verdi, Londres ne l'aime pas. Chorley écrit : 

« Nous n'étions pas encore habitués à la musique violente du Signor Verdi. Mademoiselle Cruvelli fit une tentative, par une démonstration exagérée du caractère d'amazone de son héroïne, d'infuencer les événements politiques insurrectionnels de l'année 1848. Mais le feu n'était pas sacré — la flamme n'a pas allumé nos cœurs froids — le cri patriotique est tombé dans des oreilles sourdes. »

I due Foscari est alors remonté pour la Cruvelli avec Filippo Coletti. Puis une brève maladie retarde sa Lucrezia Borgia, mais la distribution, Gardoni en Gennaro, Luigi Lablache en Alfonso et la débutante Mademoiselle Schwarz en Orsini valait la peine d'attendre jusqu'à Pâques 1848. Cette fois, H. F. Chorley dit qu'elle a, avec « la jeunesse — une présence imposante, même si parfois particulière — une superbe voix d'au moins trois octaves — une ferveur et une ambition que ne laissait pas présager son excentricité ».
Jenny Lind est alors la fureur de Londres. Cruvelli est la Comtesse de sa Suzanna dans Le nozze di Figaro, avec Lablache, Coletti, Belletti, Bouche et Mademoiselle Schwartz en Cherubino. Plus tard dans la saison, Cruvelli chante Abigaille dans Nabucco. Eugenia Tadolini faisait aussi ses débuts mais n'arriva pas à la hauteur de Cruvelli. Pour Lumley, « Il était difficile, si ce n'est impossible, à Cruvelli comme à Tadolini de rayonner tant que la planète Jenny Lind était dans sa phase ascendante ». La saison culmina avec les adieux de Lind.
Après une brève incursion à l'opéra de Berlin dans la Norma de Vincenzo Bellini, Sophie Cruvelli chante de novembre 1848 à mars 1849 au Teatro Grande de Trieste dans Attila, Ernani et Macbeth de Verdi et dans Don Pasquale de Gaetano Donizetti. À la fin de 1849, elle chante encore Odabella lors de la soirée d'ouverture de la Scala de Milan et apparaît rien moins qu'une soixante de fois sur la scène scaligère au cours de la saison suivante dans Attila, Nabucco, Ernani, Il barbiere di Siviglia, Norma et dans le David Riccio de Vincenzo Capecelatro (it) sur un livret d'Andrea Maffei. La même année elle chante au Teatro Carlo Felice de Gênes dans le nouvel opéra de Verdi, Luisa Miller et reprend Ernani, Nabucco, Attila et Norma. Elle fait sensation à Milan comme à Gênes.

### Le Théâtre italien de Paris et Her Majesty's Theatre
En 1851, Benjamin Lumley devient également l'impresario du Théâtre italien de Paris et engage Sophie Cruvelli et le ténor Sims Reeves pour les deux théâtres de Londres et de Paris. Reeves fait ses débuts à Paris pendant la saison hivernale dans Linda di Chamounix, avec Henriette Sontag, puis devient le partenaire de la Cruvelli pour ses débuts dans Ernani en avril 1851 aux Italiens où elle fait sensation et chante aussi Norma, La sonnambula, Fidelio et Semiramide. 

C'est toutefois au Her Majesty's Theatre de Londres, le 20 mai 1851, que Cruvelli et Reeves sont le plus acclamés pour leur Fidelio et ce, dès la première des cinq représentations qui la placent dans l'esprit du public comme l'une des plus grandes tragédiennes : les critiques la comparent aux plus fameuses interprètes du rôle, Wilhelmine Schröder-Devrient et Maria Malibran. Gardoni et Calzolari conduisent le chœur des prisonniers. Les récitatifs de cette production sont composés par Michael Balfe dans l'imitation du style de Beethoven, soulignant les dialogues par les motifs des principales arias. Cependant, James William Davison (en), critique du Times, estime que la Cruvelli a altéré la musique « de manière à la ramener à ses médiocres capacités ». Chorley, qui n'a jamais été un admirateur de la cantatrice, considère qu'il s'agit là d'un tournant et du début de son déclin : 

« Jusque-là, il y avait eu une certaine amélioration dans l'utilisation et la conduite de l'admirable matériau accordé à la dame par la Nature ; mais son mauvais usage augmentant au fil du temps en même temps que les exactions et caprices de l'artiste, son abandon de la scène provoqua non un regret mais un soulagement,. »

 Les trois représentations de Norma qui suivent et dans lesquelles la Cruvelli se donne sans retenue déclenchent l'enthousiasme du public londonien. Sophie Cruvelli chante ensuite au palais de Buckingham, le 7 juin 1851, et est à nouveau invitée l'année suivante. La saison londonienne comprend la première de l'opéra de Sigismond Thalberg, Florinda (en), qui ne reste pas à l'affiche malgré la distribution comprenant Cruvelli, Reeves, Calzolari, Coletti et Lablache, et malgré la présence royale lors de la représentation. Maria Cruvelli, la sœur de Sophie fait là ses débuts à Londres dans un rôle de contralto. Le succès de la Cruvelli se poursuit avec Le nozze di Figaro (avec Sontag, Fiorentini, Coletti, Ferranti et Lablache), et dans Ernani avec Sims Reeves. Linda di Chamounix, donné ensuite avec les deux sœurs Cruvelli, convient moins à la nature sauvage et passionnée de Sophie que ses rôles plus tragiques. 
L'opéra de Michael Balfe, Les quatre fils d'Aymon est donné triomphalement sous le titre de I quattro fratelli lors d'une soirée au bénéfice du compositeur et connaît un triomphe : « Cruvelli, secondée par Gardoni, Pardini, Coletti, et Massol, assure une exécution efficace et brillante de l'œuvre ». Lors des Her Majesty's concerts a lieu une présentation mémorable du trio Don't tickle me I pray dont chaque partie, triplée, est donnée par les sopranos Cruvelli, Sontag et Jenny Duprez, les ténors Reeves, Calzolari et Gardoni, et les basses Lablache et (?). Sophie Cruvelli donne également des représentations supplémentaires d'Il barbiere di Siviglia et de La sonnambula (chantée durant la saison par Sontag) et est considérée comme la gloire de l'illustrissime saison 1851 du Her Majesty's.
À la fin de l'année 1851, la Cruvelli se rend au Théâtre italien de Paris pour la saison hivernale puis retourne à Londres au printemps suivant pour chanter avec Gardoni et Lablache dans La Sonnambula, Il barbiere di Siviglia, Ernani et Fidelio. Toutefois, les affaires du théâtre périclitent et la situation alimentée par la rumeur entraîne le découragement. La troupe de Lumley réalise pourtant de vaillants efforts : les fidèles Cruvelli, Lablache et Gardoni chantent encore Norma, et sauvent la saison. Lumley de son côté réussit à engager la soprano Johanna Jachmann-Wagner pour le Her Majesty's en mai 1852, mais elle (ou son père et agent, Albert Wagner, le frère de Richard Wagner) se laisse soudoyer par une meilleure offre de la part de Michele Costa à la direction de Covent Garden et casse son contrat, d'où s'ensuit une affaire célèbre : Lumley v Gye (en).

### Les «envolées» de la Cruvelli
Au cœur de cette période de crise, Sophie Cruvelli, dernier pilier de la troupe, disparaît soudainement de Londres le jour où elle doit chanter Lucrezia Borgia. « Where's Cruvelli? » (« Mais où est donc passée la Cruvelli ? ») se répand alors comme une boutade. Sophie avait fui en Allemagne et il fut rapporté par la suite qu'elle chantait Fidès dans Le Prophète, à Wiesbaden puis à Aix-la-Chapelle. Les fameuses « Flight of Cruvelli » (« envolées de Cruvelli ») mettent fin pour l'heure à ses apparitions à Londres. Pourtant, lorsque Giuseppe Verdi veut la distribuer dans le rôle de Violetta pour la première de La traviata à Venise en mars 1853, il en est empêché car la Cruvelli est toujours sous contrat avec Lumley.

### L'Opéra de Paris et Covent Garden
Durant l'année 1853, Sophie Cruvelli refait plusieurs apparitions au Théâtre-Italien et devient la favorite de l'empereur Napoléon III, malgré, ou à cause de sa réputation d'espièglerie, de mauvaise humeur et de déraison. Elle est de plus en plus admirée par Giacomo Meyerbeer et, en janvier 1854, elle est engagée, grâce à son soutien, à l'Opéra de Paris pour un cachet, jamais atteint jusque-là, de 100 000 francs (environ 600 000 €) pour huit mois. Elle chante Valentine dans Les Huguenots devant l'empereur, remporte un triomphe devant une salle composée des plus grands, et continue avec Julia dans La Vestale de Gaspare Spontini et Rachel dans La Juive de Fromental Halévy. À chaque rôle la stature de tragédienne de la Cruvelli s'affermit. 
Au début de 1854 elle se voit offrir le rôle-titre du nouvel opéra de Charles Gounod, La Nonne sanglante, mais décline la proposition. La création est confiée à Palmyre Wertheimber, une nouvelle chanteuse issue de l'Opéra-Comique qui avait fait ses débuts à l'Opéra dans le rôle de Fidès du Prophète et était très admirée et fort louangée par Théophile Gautier,. Cruvelli, pendant ce temps retourne à Londres pour ses engagements à Covent Garden où elle chante Desdemona dans l'Otello de Gioachino Rossini avec Antonio Tamburini et Giorgio Ronconi, Leonore dans Fidelio et Donna Anna dans Don Giovanni. Chorley, qui ne l'a jamais appréciée, considère que son « incursion ne reflète à aucun égard sa popularité à Haymarket »,. Elle revient à Paris pour chanter Alice dans Robert le diable et règne en diva à l'Opéra durant l'été et l'automne de cette année 1854. Son obligation de service n'est que de deux soirées par semaine pour chacune desquelles elle reçoit une fort substantielle rémunération. À l'automne débutent les répétitions des Vêpres siciliennes, le nouvel opéra que Giuseppe Verdi a écrit pour elle. Sa performance dans Les Huguenots , dont la reprise est prévue pour octobre 1854, est attendue avec impatience.
Provoquant une nouvelle crise, juste avant la représentation des Huguenots prévue pour le 9 octobre, Cruvelli disparaît à nouveau précipitamment (sa seconde « envolée »), emportant avec elle des lettres compromettantes d'Achille Fould, ministre d'État et homme politique de plus en plus impliqué dans des affaires publiques et privées. Les scellés sont posés sur ses biens et elle est menacée d'une amende de 300 000 francs, mais elle ne réapparaît pas pendant tout un mois. La première de La nonne sanglante, avec Wertheimber et Louis Gueymard, est donnée le 18 octobre 1854. Le livret est largement condamné par la critique et le succès public est modéré : la recette est en moyenne de 6 000 francs par soirée,,. Malgré un financement public, l'administration de l'Opéra sous la direction de Nestor Roqueplan se porte mal. Cette défaite vient s'ajouter à une série de nouvelles productions tout aussi mal reçues. Le 6 novembre, Roqueplan, qui a accumulé un déficit de 900 000 francs, est contraint de démissionner. Il est remplacé le 11 novembre par son concurrent François-Louis Crosnier, ancien directeur de l'Opéra-Comique.
Sophie Cruvelli réapparaît aussi miraculeusement qu'elle avait disparu et, le 13 novembre, chante Les Huguenots : quelque peu huée au début, elle conquiert rapidement son public par la puissance de sa prestation et triomphe magnifiquement, faisant grimper les recettes à plus de 9 000 francs dès ses premières apparitions. Les scellés sont levés et les menaces d'amende oubliées. Crosnier retire La Nonne sanglante après la onzième représentation le 17 novembre, déclarant qu'une « telle saleté » ne pouvait être tolérée. Wertheimber quitte l'Opéra pour chanter ailleurs et revient seulement après que Cruvelli ait quitté la scène. Gann a estimé que la chute de l'opéra de Gounod est due, au moins en partie, à cette affaire de prima donna.
Meyerbeer reste en contact avec la Cruvelli : il a l'intention de lui faire créer le personnage de Sélika, son Africaine et travaille à la partition durant sa dernière saison. Lorsqu'elle se retira de la scène il mit son ouvrage de côté pour n'y revenir que bien longtemps plus tard.

### Les Vêpres siciliennes
L'absence de la Cruvelli incite Giuseppe Verdi à menacer d'annuler la première des Vêpres siciliennes. Alors qu'il s'était réjoui à l'idée de travailler à nouveau avec la cantatrice, sa disparition permet au compositeur de régler ses comptes avec la « grande boutique ». Il écrit le 30 octobre à Francesco Maria Piave : 

« La Cruvelli s'est enfuie !!! Où ? Le diable seul le sait. Au début, la nouvelle m'a quelque peu ennuyé mais maintenant je ris sous cape. [...] Cette disparition me donne le droit de résilier mon contrat et je n'ai pas laissé échapper l'occasion ; je l'ai officiellement demandé »

 La première, retardée, des Vêpres siciliennes, dans lesquelles Sophie Cruvelli chante le rôle d'Hélène, a lieu le 13 juin 1855 à l'Opéra avec Marc Bonnehée et Louis Gueymard. C'est le dernier grand triomphe de la soprano sur une scène publique. Les représentations se poursuivent tout au long de la saison : Charles Santley (en), en route pour son Grand Tour d'Italie où il va étudier avec Francesco Lamperti et Gaetano Nava (it), s'arrête à Paris pour entendre la Cruvelli dans Les Vêpres le 31 octobre 1855. À la première écoute, elle est pour lui une diva ; il paraît par la suite quelque peu désenchanté.

### Retrait de la scène

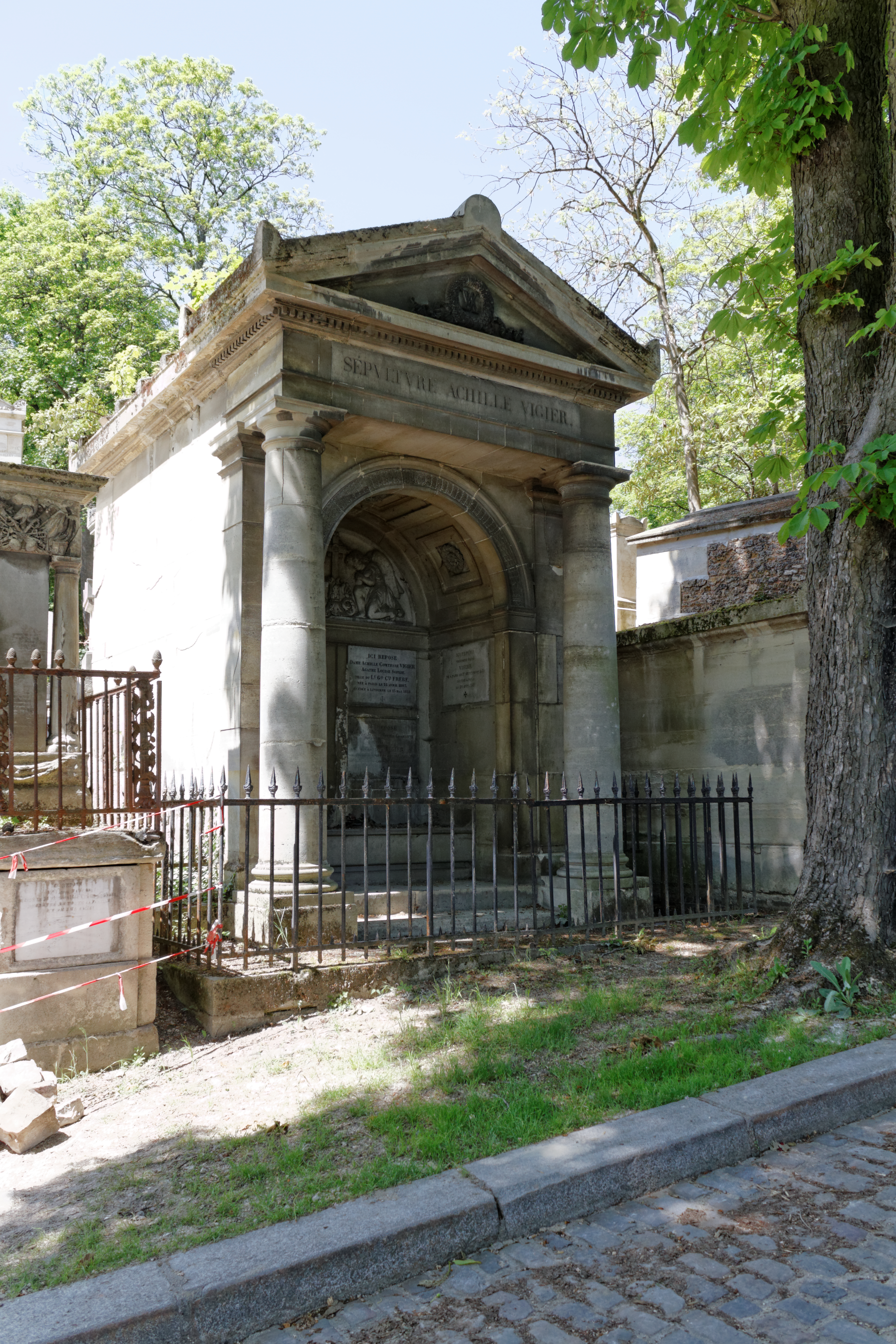
Tombe au cimetière du Père-Lachaise.

En janvier 1856, Sophie Cruvelli se marie avec le baron Vigier (qui deviendra vicomte par la suite) et se retire des scènes publiques. Elle fait malgré tout quelques apparitions après 1858, principalement lors de splendides concerts de charité organisés dans sa résidence d'hiver, la Villa Vigier à Nice, où, durant de nombreuses années, elle réunit la haute société internationale du Second Empire dans son salon, le « Cercle de la Méditerranée ». Ces concerts prévoient toujours une représentation annuelle de Norma dont la recette est donnée aux pauvres. En 1874, le pape Pie IX lui décerne, en raison de ces actions, la Rose d'or (Rose de vertu) nonobstant son appartenance affirmée à la religion protestante. Lors de l'un de ces concerts de charité, en 1881, indisposée, elle est remplacée au pied levé par Emma Calvé qui fait là sa première apparition publique.
En 1881 à Nice Sophie Cruvelli organise la première représentation en France de l'opéra de Richard Wagner Lohengrin, elle-même chantant le rôle d'Elsa. C'est une manifestation audacieuse et somptueuse qui se déroule dans le cadre d'un concert de charité. 
Elle demeure un personnage important durant ses dernières années et est à nouveau présentée à la reine Victoria (pour laquelle elle a déjà chanté en 1851, 1852 et 1854) en 1895. Après une visite à l'opéra de Monte-Carlo (nouvellement créé et alors sous la direction de Raoul Gunsbourg), Sophie Cruvelli meurt à l'âge de 81 ans le 6 novembre 1907 à l'hôtel de Paris de Monaco. Sa tombe est au cimetière du Père-Lachaise à Paris (38e division). 
Roland de Candé considère Sophie Cruvelli comme l'une des trois interprètes féminines de Giuseppe Verdi, avec Teresa Stolz et Erminia Frezzolini, les plus marquantes de son époque.